# Lijst van vlaggen van Zimbabwe
Dit is een lijst van vlaggen van Zimbabwe.

## Nationale vlag (perFIAV-codering)
|          | Civiele vlag | Staatsvlag | Oorlogsvlag |
| -------- | ------------ | ---------- | ----------- |
| Te land  | · ?          | · ?        | · ?         |
| Te water | · ?          | · ?        | · ?         |

## Vlaggen van bestuurders
| Vlag                                | Periode      | Functie                             | Beschrijving |
| ----------------------------------- | ------------ | ----------------------------------- | --- |
| Vlag van de president van Zimbabwe. | 1987 - heden | Vlag van de president van Zimbabwe. | Een groene achtergrond met het wapen van Zimbabwe in het midden, met een witte driehoek met aan de basis een rode vijfpuntige ster waarop in het geel een afbeelding van de vogel van Zimbabwe staat. In de hoeken rechtsboven en rechtsonder zijn horizontale strepen van geel, rood, zwart, rood en geel. |

## Militaire vlaggen
| Vlag                                       | Periode      | Functie                                    | Beschrijving |
| ------------------------------------------ | ------------ | ------------------------------------------ | --- |
| Vlag van het Zimbabwaanse Nationale Leger. | 1980 - heden | Vlag van het Zimbabwaanse Nationale Leger. | Een rode achtergrond met in het midden het embleem van het Zimbabwaanse Nationale Leger.                                                |
| Vlag van de Zimbabwaanse luchtmacht.       | 1980 - heden | Vlag van de Zimbabwaanse luchtmacht.       | Een lichtblauwe achtergrond met de nationale vlag van Zimbabwe in het kanton en het embleem van de Zimbabwaanse luchtmacht in de vlieg. |
| Vlag van de Zimbabwaanse defensiemacht     | 1980 - heden | Vlag van de Zimbabwaanse defensiemacht     | Verticaal verdeeld in rood en blauw met het embleem van de Zimbabwaanse defensiemacht in het midden.                                    |

## Vlaggen van politieke partijen
| Vlag                                                                               | Periode                     | Functie                                                                            | Beschrijving |
| ---------------------------------------------------------------------------------- | --------------------------- | ---------------------------------------------------------------------------------- | --- |
| Vlag van de Zimbabwaanse Afrikaanse Nationale Unie – Patriottisch Front (ZANU-PF). | ca. rond jaren 1970 - heden | Vlag van de Zimbabwaanse Afrikaanse Nationale Unie – Patriottisch Front (ZANU-PF). | Concentrische rechthoekige strepen van groen, geel, rood en zwart. |
| Vlag van de Beweging voor Democratische Verandering (MDC).                         | 1999 - 2005                 | Vlag van de Beweging voor Democratische Verandering (MDC).                         | Vier gelijke horizontale strepen van groen, geel, rood en zwart met het embleem met de open hand in het midden en het acroniem van de partij in het wit op de zwarte streep. |
| Vlag van de Liberaal-Democraten.                                                   |                             | Vlag van de Liberaal-Democraten.                                                   | |
| Vlag van de Zimbabwe Afrikaanse Volksunie (ZAPU).                                  |                             | Vlag van de Zimbabwe Afrikaanse Volksunie (ZAPU).                                  | |
| Vlag van Mthwakazi Republiek Partij.                                               |                             | Vlag van Mthwakazi Republiek Partij.                                               | |

## Vlaggen van etnische groepen
| Vlag                  | Periode | Functie               | Beschrijving |
| --------------------- | ------- | --------------------- | ------------ |
| Vlag van de Matabele. |         | Vlag van de Matabele. |              |